# James Goldsmith
James Goldsmith (París, 23 de febrero de 1933 - Benahavís en España, 18 de julio de 1997), fue un empresario, multimillonario y político franco-británico. 
En Francia fue más conocido como Jimmy Goldsmith y era hermano del filósofo ecologista Edward "Teddy" Goldsmith.

## Vida
Nacido en Francia de padre británico de origen alemán y de madre francesa, es padre de seis hijos y tío de la actriz Clio Goldsmith. Su primera esposa fue la heredera boliviana María Isabel Patiño, hija del empresario Antenor Patiño y de la duquesa de Dúrcal, María Cristina de Borbón y Bosch-Labrús (1913-2002), quien murió al dar a luz a su hijo y estaba emparentada con el rey Alfonso XIII de España. Goldsmith se casó en segundas nupcias con Ginette Lery, con la que tuvo dos hijos. En 1978 se casó por tercera vez con Lady Annabel Vane-Tempest-Stewart, hija del marqués de Londonderry, con la que tuvo tres hijos, incluyendo a Zac Goldsmith. Tras este tercer matrimonio, tuvo una relación sentimental con la aristócrata francesa Laure Boulay de La Meurthe, con la que tuvo dos hijos más.

## Negocios
Goldsmith dejó en 1949 sus estudios al Eton. Se enriqueció en la industria alimentaria (« Bovril ») y farmacéutica (« Alka-Seltzer »), aunque emprendió negocios en otros muchos terrenos.  
En 1977 adquirió el semanario francés « L'Express », que había sido fundado por Servan-Schreiber con el que pretende luchar contra la influencia comunista, y que vuelve a vender a su vez en 1987. En 1993, publica en francés « La Trampa » (Le Piège), en donde denuncia el debilitamiento potencial de las economías de Europa occidental debido a la mundialización de los capitales y de la producción.

## Política
En 1994, hace campaña en las elecciones al Parlamento europeo, liderando, junto a Philippe de Villiers una lista. Luego fundará en el Reino Unido el Referendum Party, cuyo objetivo es agrupar a los euroescépticos frente a la tendencia librecambista abiertamente preconizada por los gobiernos británicos en la Unión Europea. Participó en las elecciones legislativas de 1997. 
Su partido no sobrevivió a la muerte por un cáncer de páncreas de su fundador en julio de 1997 justo después de haber testificado ante el comité del Senado de los Estados Unidos sobre las intenciones del GATT para crear una destrucción total social, económica y cultural.